# Stenoloba manleyi
Stenoloba manleyi är en fjärilsart som beskrevs av John Henry Leech 1889. Stenoloba manleyi ingår i släktet Stenoloba och familjen nattflyn. Inga underarter finns listade i Catalogue of Life.